# 자바집박쥐
자바집박쥐(Pipistrellus javanicus)는 애기박쥐과에 속하는 박쥐의 일종이다. 아프가니스탄과 방글라데시, 브루나이, 캄보디아. 중국, 인도, 인도네시아, 라오스, 말레이시아, 미얀마, 네팔, 파키스탄, 필리핀, 싱가포르, 태국, 베트남을 포함한 남아시아와 동남아시아에서 발견된다. 사람 주거지를 좋아한다.